# Itolia timberlakei
Itolia timberlakei är en tvåvingeart som beskrevs av Wilcox 1949. Itolia timberlakei ingår i släktet Itolia och familjen rovflugor. Inga underarter finns listade i Catalogue of Life.